# ローズ・マクアイヴァー
ローズ・マクアイヴァー（Rose McIver、1988年10月10日 - ）は、ニュージーランドの女優。

## 出演作品
- パワーレンジャー・RPM-サマー・ランズダウン / レンジャーオペレーターシリーズイエロー
- ワンス・アポン・ア・タイム
- ＣＳＩ：１２　科学捜査班
- ラブリーボーン（リンジー・サーモン）
- レジェンド・オブ・ザ・シーカー（英語版） シーズン1
- ジョニー・カパハラ 究極のビッグ・ウェーブ（英語版）
- マキシマムタイド
- キャプテンコック エディー（英語版）
- 消された真実 グリニッチ殺人事件（英語版）
- 猫は、なんでも知っている（英語版）
- iゾンビ（英語版） (2015 - 18年) - 主演、オリヴィア・“リヴ”・ムーア (Liv Moore)
- クリスマス・プリンス
- クリスマス・プリンス: ロイヤル・ウェディング
- クリスマス・プリンス: ロイヤルベイビー
- スイッチング・プリンセス: もう一度スイッチ!（英語版） - カメオ出演
- Next Exit（原題）